# 감은사지 동삼층석탑 사리장엄구
감은사지 동삼층석탑 사리장엄구(感恩寺址 東三層石塔 舍利莊嚴具)은 서울특별시 용산구 국립중앙박물관에 있는 통일 신라의 사리장치이다. 2002년 12월 7일 대한민국의 보물 제1359호로 지정되었다.

## 특징
1996년 감은사지 동삼층석탑을 해체 수리하던 중 발견된 사리기 세트이다. 1959년에 발견된 서삼층석탑 사리기(보물 제366호)와 구조가 비슷하며, 사리를 직접 안치한 내함인 전각형 사리기와 이를 덮고 있는 방추형 뚜껑을 가진 외함, 그리고 수정제 사리병 등으로 구성된다.
사리기 외함의 사벽면에는 사리를 수호하는 사천왕상이 압출기법으로 표현되어 있으며 사천왕상의 상 하 및 좌우에는 운문을 새겼고 좌우에는 귀면장식을 한 고리가 배치되어 있다.
사리를 안치한 내함은 기단부, 신부, 천개로 구성되어 있는데, 기단부의 네모서리에는 별도로 만든 사자가 있으며 기단면에는 안상을 크게 투조하였다. 투조된 내부에는 신장상과 공양보살상이 각각 양각으로 장식되어 있다. 기단상단부인 신부는 사리를 안치한 복발형 용기를 중심으로 사천왕과 승상을 각 네구씩 따로 만들어 배치하였으며, 외곽으로는 난간을 돌리고 네 귀에 죽절형 기둥을 세워 천개를 받치고 있다.
수정제 사리병은 높이가 3.65cm이며, 누금기법으로 정교하게 장식된 뚜껑과 받침, 그리고 원판 수정 제받침, 금동제 투조받침 등과 세트를 이루고 있다.
『삼국유사』2, 만파식적조(萬波息笛條)의 기록과 관련하여 제작연대(감은사의 낙성연대：682년)를 추정할 수 있는 중요유물로 서탑에서 발견된 사리기와 전각형 사리기인 점은 같지만, 제작기법, 세부문양, 조형물 등에서 다소 다른 특성을 보인다. 문무왕과도 연관된 유물로, 정교한 누금기법 등 당대 최고의 기술과 노력으로 제작된 통일신라시대 불교 공예품의 백미로 판단된다.

## 갤러리

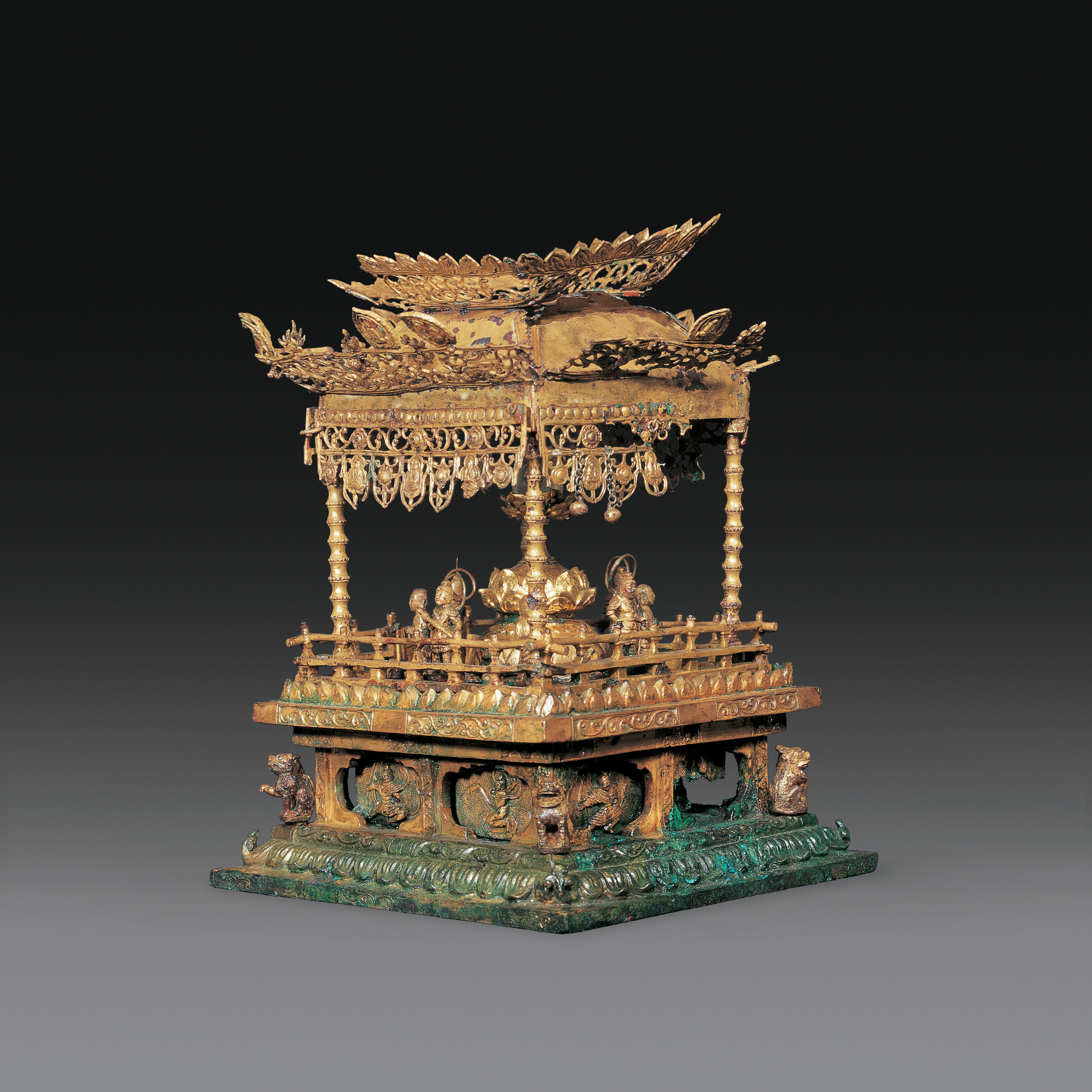
사리장엄구 내함
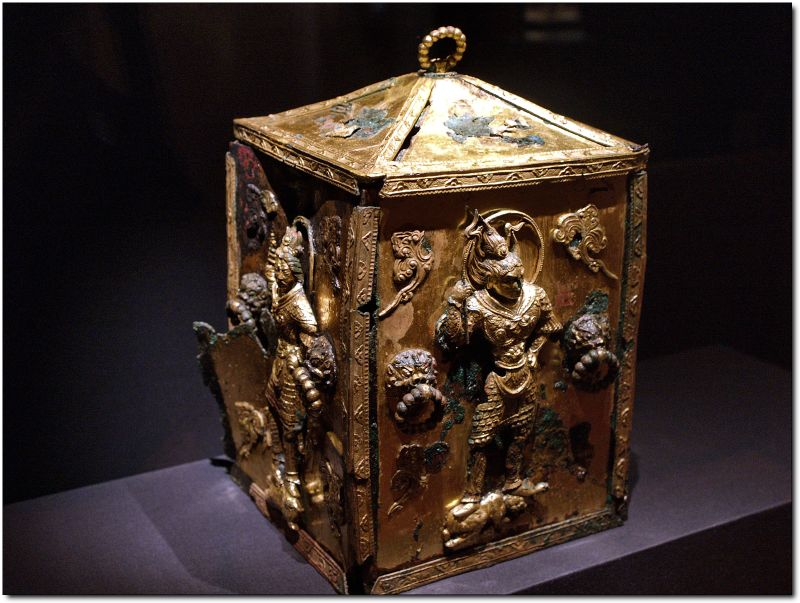
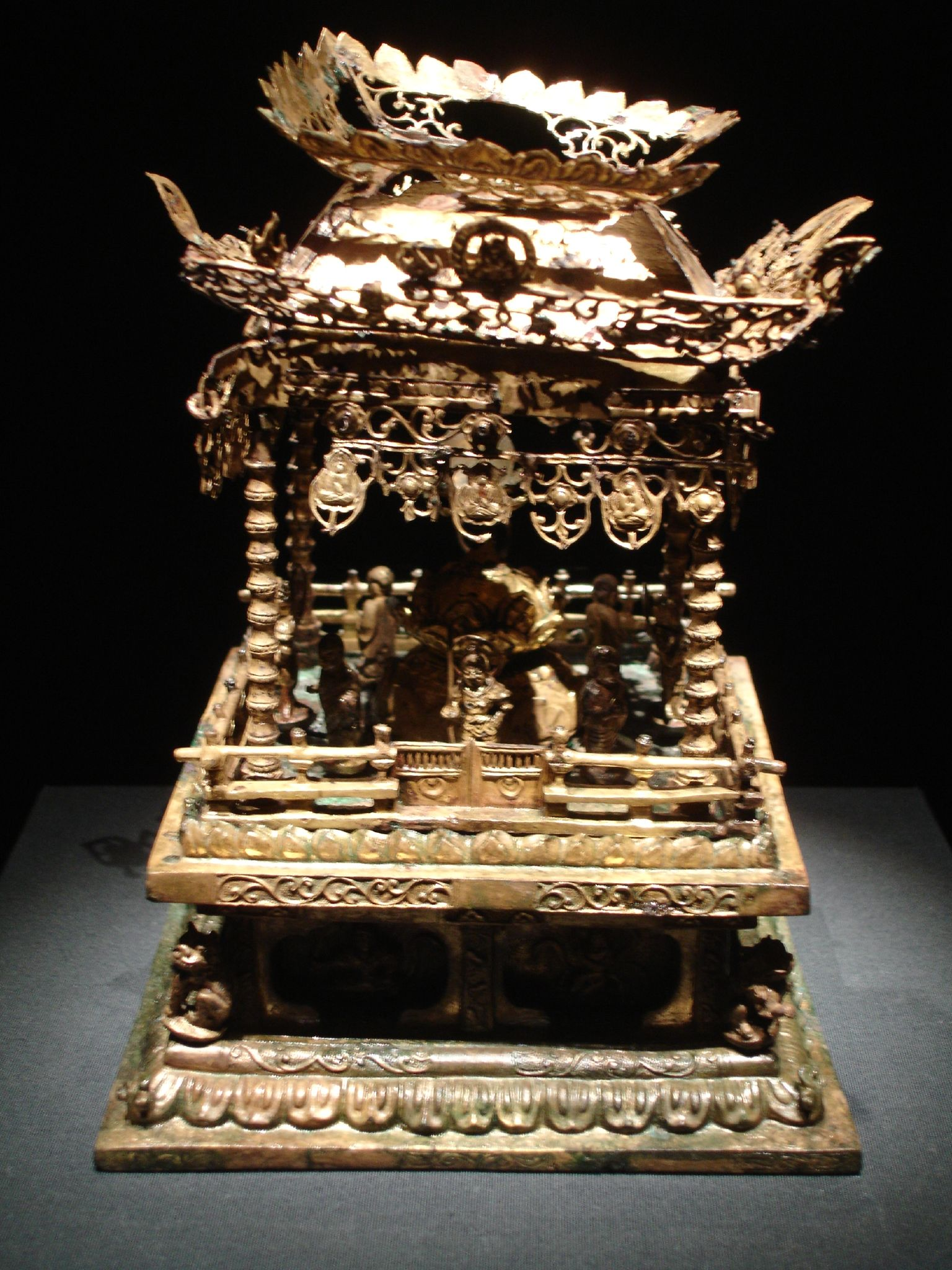
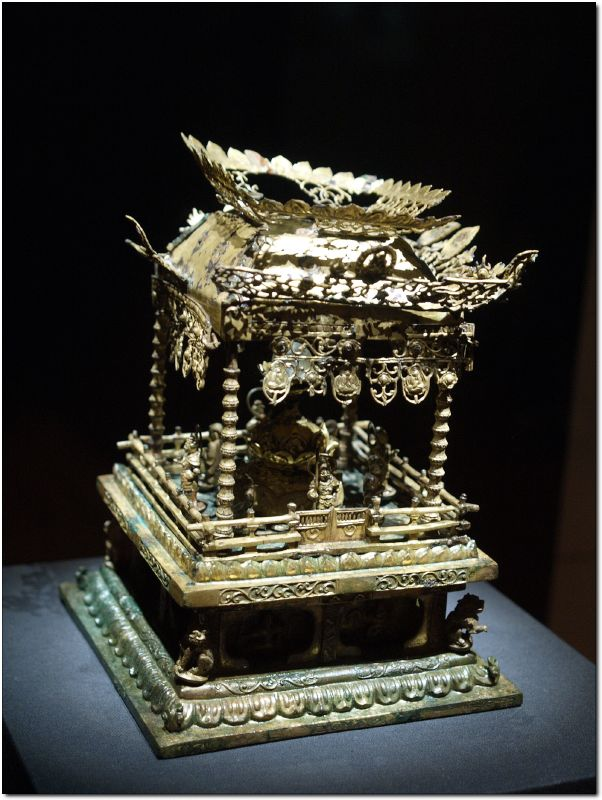

## 같이 보기
- 경주 감은사지 동ㆍ서 삼층석탑 - 국보 제112호
- 감은사지 서삼층석탑 사리장엄구 - 보물 제366호
- 경주 감은사지 - 사적 제31호